# Tour des Flandres 1960
Le Tour des Flandres 1960 est la 44e édition du Tour des Flandres. La course a lieu le 3 avril 1960, avec un départ à Gand et une arrivée à Wetteren sur un parcours de 227 kilomètres.
Le vainqueur final est le coureur belge Arthur Decabooter, qui s’impose au sprint à Wetteren. Le Français Jean Graczyk et le belge Rik Van Looy complètent le podium.

## Classement final
| \| Classement général \| Classement général \| Classement général \| Classement général \| Classement général \| \| Coureur \| Coureur \| Pays \| Équipe \| Temps \| \| ------------------ \| ------------------ \| ------------------ \| ----------------------------------------- \| ------------------ \| \| 1er \| Arthur Decabooter \| Belgique \| Groene Leeuw-Sinalco-SAS \| 5 h 52 min 00 s \| \| 2e \| Jean Graczyk \| France \| Helyett-Leroux-Fynsec-Hutchinson-A.C.B.B. \| + 0 s \| \| 3e \| Rik Van Looy \| Belgique \| Faema \| + 0 s \| \| 4e \| Gilbert Desmet \| Belgique \| Carpano \| + 0 s \| \| 5e \| Henri De Wolf \| Belgique \| Helyett-Leroux-Fynsec-Hutchinson-A.C.B.B. \| + 0 s \| \| 6e \| Frans De Mulder \| Belgique \| Groene Leeuw-Sinalco-SAS \| + 0 s \| \| 7e \| Pierre Ruby \| France \| Peugeot-BP-Dunlop \| + 0 s \| \| 8e \| Raymond Impanis \| Belgique \| Faema \| + 0 s \| \| 9e \| Frans Schoubben \| Belgique \| Peugeot-BP-Dunlop \| + 0 s \| \| 10e \| Alfons Hermans \| Belgique \| Dr. Mann-Dossche Sport \| + 0 s \| |                   |          |                                           |                 |
| |                   |          |                                           |                 |
| Sources : ProCyclingStats Cycling Archives |                   |          |                                           |                 |
| Classement général |                   |          |                                           |                 |
| Coureur | Coureur           | Pays     | Équipe                                    | Temps           |
| 1er | Arthur Decabooter | Belgique | Groene Leeuw-Sinalco-SAS                  | 5 h 52 min 00 s |
| 2e | Jean Graczyk      | France   | Helyett-Leroux-Fynsec-Hutchinson-A.C.B.B. | + 0 s           |
| 3e | Rik Van Looy      | Belgique | Faema                                     | + 0 s           |
| 4e | Gilbert Desmet    | Belgique | Carpano                                   | + 0 s           |
| 5e | Henri De Wolf     | Belgique | Helyett-Leroux-Fynsec-Hutchinson-A.C.B.B. | + 0 s           |
| 6e | Frans De Mulder   | Belgique | Groene Leeuw-Sinalco-SAS                  | + 0 s           |
| 7e | Pierre Ruby       | France   | Peugeot-BP-Dunlop                         | + 0 s           |
| 8e | Raymond Impanis   | Belgique | Faema                                     | + 0 s           |
| 9e | Frans Schoubben   | Belgique | Peugeot-BP-Dunlop                         | + 0 s           |
| 10e | Alfons Hermans    | Belgique | Dr. Mann-Dossche Sport                    | + 0 s           |